# Tukuche
Tukuche – gaun wikas samiti w zachodniej części Nepalu w strefie Dhawalagiri w dystrykcie Mustang. Według nepalskiego spisu powszechnego z 2001 roku liczył on 198 gospodarstw domowych i 756 mieszkańców (329 kobiet i 427 mężczyzn).